# المشاش (محافظة العيص)
المشاش، قرية من قرى محافظة العيص، والتابعة لمنطقة المدينة المنورة في السعودية.